# Lord Chamberlain's Men
 (mai 2025).
Si vous disposez d'ouvrages ou d'articles de référence ou si vous connaissez des sites web de qualité traitant du thème abordé ici, merci de compléter l'article en donnant les références utiles à sa vérifiabilité et en les liant à la section « Notes et références ».

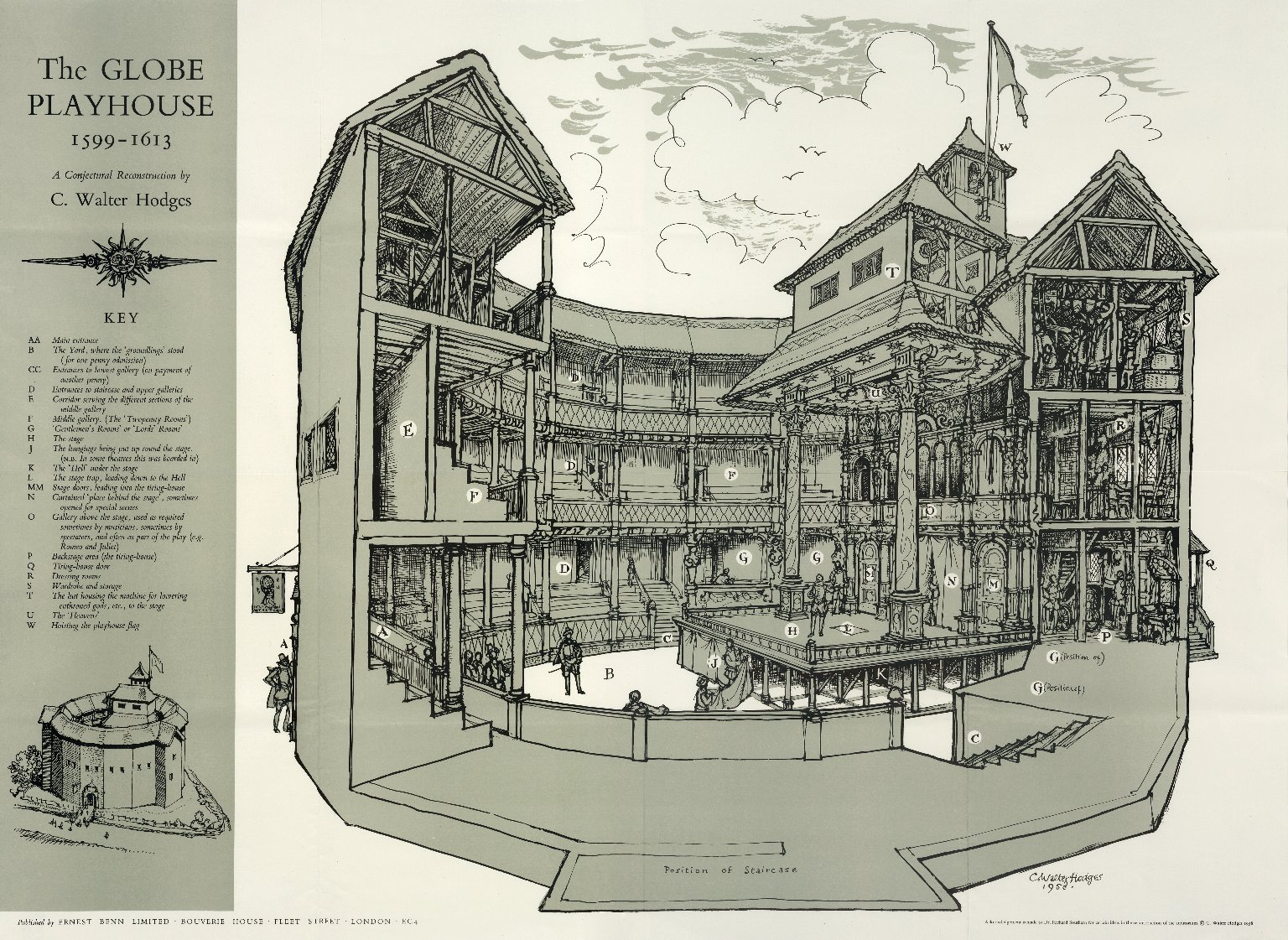
Reconstruction conjecturale du globe de Hodge.

Les Lord Chamberlain's Men ou troupe du lord-chambellan est la troupe de théâtre où William Shakespeare travaille durant la plus grande partie de sa carrière, en tant qu'acteur et auteur dramatique. Créée à la fin d'une période de changements dans le monde théâtral à Londres, elle devient, en 1603, une des deux plus fameuses compagnies de la ville, et est par la suite protégée par Jacques Ier.
Elle est fondée pendant le règne d'Élisabeth Ire d'Angleterre, en 1594, sous le patronage de Henry Carey, le premier baron Hunsdon, futur lord-chambellan (Lord Chamberlain), qui était chargé des divertissements de la Cour. Après la mort de leur patron le 23 juillet 1596, la troupe passe sous le patronage de George Carey, le second baron Hunsdon, pour qui la troupe s'est brièvement appelée Lord Hunsdon's Men, jusqu'à ce que celui-ci devienne à son tour lord-chambellan le 17 mars 1597, et la compagnie retrouve alors son nom originel. La compagnie devient les King's Men en 1603, quand le roi Jacques Ier monte sur le trône, et devint leur nouveau patron.

## Théâtres

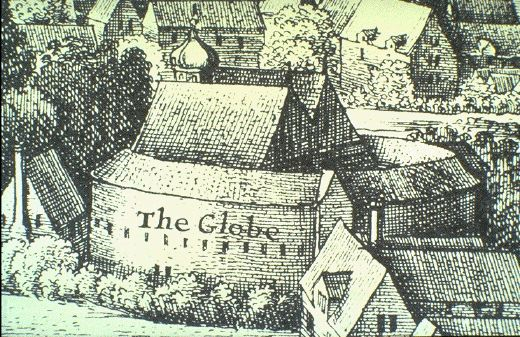
Le théâtre Old Globe - une reproduction du théâtre original de Londres. Créée en 1642 par Wenceslas Hollar. L'étiquette « The Globe » a été superposée ; dans le dessin original, le bâtiment avait été étiqueté par erreur « beere baiting ».

La compagnie, en fin de compte la plus en réussite à Londres, commence à jouer, en comparaison, dans les humbles théâtres de Newington Butts et de Cross Keys Inn. Elle finit par trouver un lieu permanent où jouer, dans un théâtre appelé The Theatre au nord-est de la ville. Cependant, à la fin des années 1590, le propriétaire des bâtiments devient fermement opposé à la représentation des pièces. James Burbage tente d'obtenir un autre lieu de représentation, en louant le vieux théâtre de Blackfriars. Même si celui-ci est le site de plusieurs pièces dans les années 1580, et même s'il était situé dans une liberty hors de la juridiction du maire, le plan ne convient pas immédiatement à la compagnie. Les riches et influents résidents du voisinage, dont Lord Chamberlain et le baron Hunsdon, signent une pétition pour le Conseil privé pour faire interdire les pièces à Blackfriars. Ainsi, la compagnie atteint la fin des années 1590 sans un seul lieu de représentation régulier. Les acteurs de la troupe jouent au Curtain Theatre de 1597 à 1599, tout en projetant de résoudre ce problème. Pendant deux ans, des espaces loués sont leurs uniques rendez-vous théâtraux avec le public. La situation change lorsqu'ils louent des terrains à Southwark et, prenant le bois de construction de The Theatre construisent alors le nouveau Théâtre du Globe. Cette même année, la compagnie sous-loue son bail au Blackfriars Theatre à Henry Evans, qui l'utilise pour faire sa compagnie d'enfants. Les habitants de Blackfriars ne semblent pas s'être opposés à eux, peut-être grâce à la différence entre les audiences publiques du théâtre auparavant, et la clientèle un peu plus sélectionnée de Henry Evans. Quand les compagnies d'enfants s'effondrent entre 1606 et 1608, une troupe adulte (alors patronnée par le Roi) assura le relais, et occupe les lieux pour ses représentations hivernales.
L'organisation économique des Lord Chamberlain’s Men après la construction du Globe est l'une des principales causes de la stabilité de la compagnie, autant sous le règne d'Élisabeth Ire qu'ultérieurement. Selon toutes probabilités, l'un des facteurs qui permet la longue existence des Lord Chamberlain’s Men est d'éviter l'instabilité qui a ravagé tant de troupes de 1580 jusqu'au début des années 1590.
Au début, tout comme d'autres troupes, la compagnie est un groupe organisé autour d'un noyau central d'acteurs qui partagent les revenus et dépenses. Ce groupe central est lui-même sous la direction d'un impresario (dans ce cas, l'ancien Burbage), qui fournissait des avances, procurait et contrôlait l'espace de jeu, et généralement dirigeait l'organisation. Le but de ce système de partage est de fournir de la stabilité à la compagnie, et de punir les acteurs-actionnaires s'ils tentent ou expriment la volonté de quitter la compagnie. L'extension de ce partage des profits à la possession du théâtre lui-même donne aux participants de la compagnie une part additionnelle de revenus (traditionnellement, les revenus sont divisés entre les acteurs et le bailleur). Ce type de partage est étendu aux Blackfriars en 1608, et la stabilité de cet arrangement contribue certainement à la stabilité de la compagnie au début de la période Stuart qui commence en 1603. C'est dans ce contexte que William Shakespeare et d'autres écrivent pour la troupe la plupart de leurs pièces les plus célèbres.